# فورت بلیس
فورت بلیس (انگلیسی: Fort Bliss) پایگاه نیروی زمینی ایالات متحده آمریکا است که در نیومکزیکو و تگزاس واقع شده و مقر اصلی آن در ال‌پاسو قرار دارد.